# Camden (Delaware)
Camden város az USA Delaware államában. Lakosainak száma 3715 fő (2020. április 1.).

## Történet
Ennek a közösségnek a története az 1780-as évekre vezethető vissza, amikor a Mifflin család tagjai elkezdték földjeiket felosztani. E föld nagy része eredetileg a Brecknock néven ismert terület része volt, amelyet Alexander Humphreys kapott 1680-ban. Két fontos út kereszteződésében házak és vállalkozások épültek itt. Először ezt Mifflin's crossroads vagy más néven Piccadillynek is hivták, Camden falu az 1790-es évekre szilárdan kialakult. A város kereskedelmi központtá vált, termékeinek nagy részét a libanoni kikötő útján, később pedig az 1850-es években a vasút megjelenésével vasúton juttatta piacra. Camdent először 1852-ben alapították, majd 1969-ben.

## Népesség
A lakosság kor szerinti megoszlása:
- 0-5 évig: 3,9 %
- 5-17 évig: 19,1%
- 18-24 évig: 5,5%
- 25-34 évig: 15,9%
- 35-54 évig: 25,1%
- 55-64 évig: 9,3%
- 65 év felett: 21,3%[3]

A lakosság etnikai megoszlása:
- fehér: 63,4%
- Afro-amerikai: 22,7%
- Latin-amerikai: 5,5%
- Egyéb: 4,2%
- Ázsiai: 3,7%
- Indián: 0,3%

A lakosok 5,9%-a él a szegénységi küszöb alatt.
A település népességének változása:
| Lakosok száma | 2100 | 3464 | 3715 |
|               | 2000 | 2010 | 2020 |